# إيفند برينيلدسين
إيفند برينيلدسين (بالنرويجية: Eyvind Brynildsen‏) مواليد 14 يناير 1988، هو سائق راليات نرويجي. بدأ مسيرته في سنة 2006. كان أول رالي له هو رالي السويد 2006. تسابق في بطولة العالم للراليات.

## روابط خارجية
- إيفند برينيلدسين على موقع IMDb (الإنجليزية)
- إيفند برينيلدسين على موقع Rallye-info.com (الإنجليزية)
- إيفند برينيلدسين على موقع eWRC-results.com (الإنجليزية)